# トンレサップ航空
トンレサップ航空 (TonleSap Airlines) はカンボジアの航空会社。

## 概要
2010年10月、カンボジアと台湾との合弁事業会社として設立された。2013年8月に運航停止した。

## 就航都市
- シェムリアップ
- 台北
- 高雄
- マカオ
- ダナン
- 成都
- 寧波

2011年9月現在

## 機材

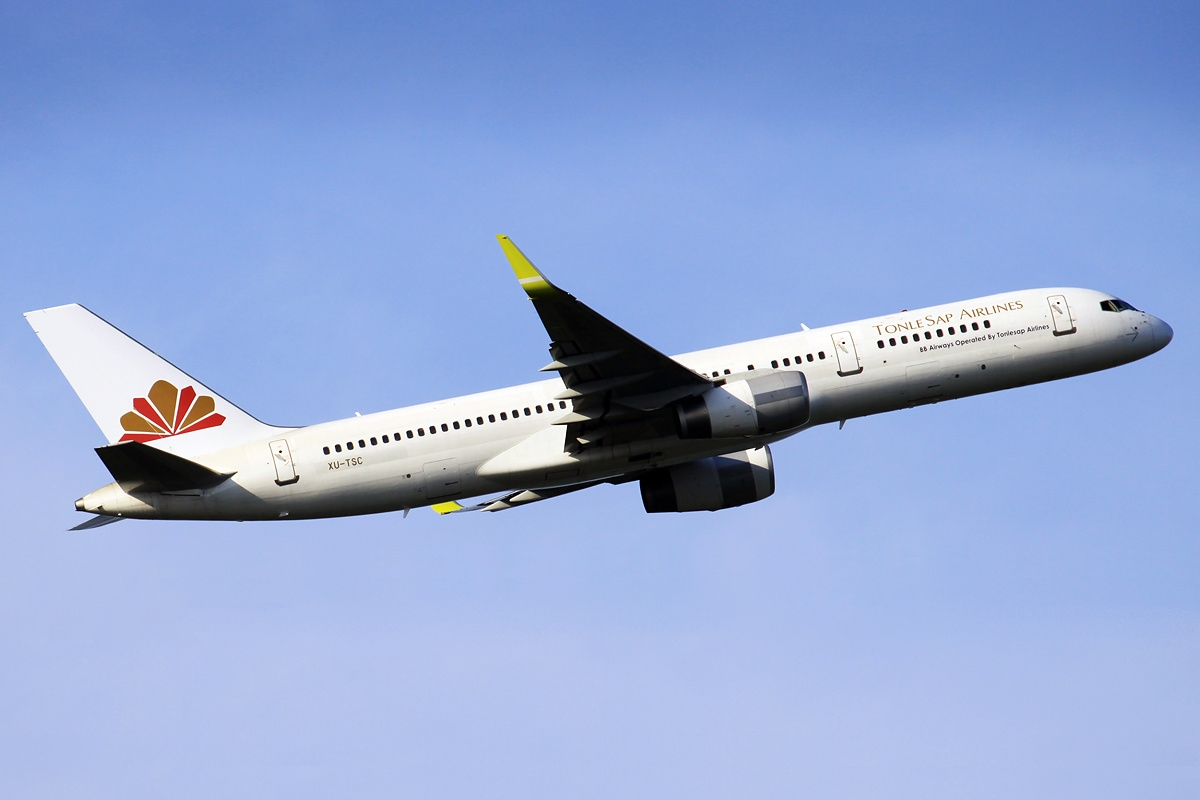
ボーイング757-200

- ボーイング737-300:1機,機号:XU-TSD
- ボーイング757-200:1機,機号:XU-TSC
- 遠東航空MD-83:1機,機号:B28027